# Lycinus
Genre
Synonymes
- Diplothelopsis Tullgren, 1905
- Parachubutia Mello-Leitão, 1940
- Levina Zapfe, 1963 nec Evans, 1955

Lycinus est un genre d'araignées mygalomorphes de la famille des Pycnothelidae.

## Distribution
Les espèces de ce genre se rencontrent au Chili, en Argentine et au Brésil.

## Liste des espèces
Selon World Spider Catalog (version 23.0, 24/02/2022) :
- Lycinus bonariensis (Mello-Leitão, 1938)
- Lycinus caldera Goloboff, 1995
- Lycinus choros Lucas & Indicatti, 2010
- Lycinus domeyko Goloboff, 1995
- Lycinus epipiptus (Zapfe, 1963)
- Lycinus frayjorge Goloboff, 1995
- Lycinus gajardoi (Mello-Leitão, 1940)
- Lycinus lagigliai Ferretti, 2015
- Lycinus longipes Thorell, 1894
- Lycinus nevadoensis Ferretti, 2015
- Lycinus ornatus (Tullgren, 1905)
- Lycinus portoseguro Lucas & Indicatti, 2010
- Lycinus quilicura Goloboff, 1995
- Lycinus tofo Goloboff, 1995

## Systématique et taxinomie
Ce genre a été décrit par Thorell en 1894 dans les Theraphosidae. Il est placé placé en synonymie avec Mygaloides dans les Nemesiidae par Raven en 1985, il est relevé de synonymie par Goloboff en 1995, il est placé placé dans les Pycnothelidae par Montes de Oca, Indicatti, Opatova, Almeida, Pérez-Miles et Bond en 2022.
Diplothelopsis a été placé en synonymie par Montes de Oca, Indicatti, Opatova, Almeida, Pérez-Miles et Bond en 2022.
Parachubutia a été placé en synonymie par Gerschman et Schiapelli en 1965.
Levina a été placé en synonymie par Schiapelli et Gerschman en 1973.

## Publication originale
- Thorell, 1894 : « Förteckning öfver arachnider från Java och närgrändsande öar, insamlade af Carl Aurivillius; jemte beskrifningar å några sydasiatiska och sydamerikanska spindlar. » Bihang till Kungliga Svenska Vetenskaps-Akademiens Handlingar, vol. 20, no 4, p. 1-63 (texte intégral).